# Brunos garvaregård
Brunos garvaregård utgörs av två byggnader i kvarteret Korpen vid Drottninggatan 24/Norra Ringgatan 25 i Alingsås. Byggnaderna, som uppfördes under 1700-talet och 1980-talet, är byggnadsminne sedan den 31 januari 1983.

## Historia
Kvarteret Korpen indelades och bebyggdes under 1700-talets förra hälft och hade ursprungligen en kvadratisk form, indelat i fyra långsträckta och genomgående tomter efter medeltida mönster. Under 1760-talet och i samband med J. Forsells stadsplaneförslag fick kvarteret sin rektangulära och aktuella sträckning. Av TH Wästfeldts planförslag från 1878 framgår att bebyggelsens placering inom tomterna i stort överensstämmer med befintlig struktur. Kvarterets funktioner har sedan 1700-talet dominerats av olika hantverk, till exempel sämskmakare och gullslagare, vilket återspeglas i byggnadernas och gårdarnas utformning. Den karaktäristiska och funktionsdifferentierade hantverksgården från 1700-talet finns idag dokumenterad i Brunos garvaregård, tomt nr 2, vilken tillsammans med de äldre gatuhusen på tomterna 1, 2, 3 och 5 bildar en sammanhållen och tidstypisk miljö från 1700–1800-talen med avseende på tidigare funktion och formspråk.

## Beskrivning
Den karaktäristiska och funktionsdifferentierade hantverksgården från 1700-talet representeras idag av byggnaderna i fastigheten Korpen 2. Bostadshuset som uppfördes vid 1800-talets början vänder sig med en gråmålad fasad mot gatan och med faluröd fasad mot gården. Gårdsytan är täckt med kullersten och gatsten. Byggnaderna är av varierande ålder, varav den västra ekonomibyggnaden är uppförd på platsen av en tidigare byggnad efter beslutet om byggnadsminnesförklaring. Bostadshuset och ekonomibyggnaderna bildar en sluten gårdsenhet.
Bostadshuset är en timrad byggnad i två våningar. Byggnaden vänder sig med en gråmålad fasad med locklistpanel mot Drottninggatan. Fasaden har utskjutande knutar. Sadeltaket är täckt med enkupigt tegel. Bottenvåningen har fönster som är spröjsade i fyra rutor medan övervåningen har höga fönster med överluftsfönster. Bågarna är målade i en rödbrun kulör. Väster om huset finns ett träplank som är sammanbyggt med grannfastigheten. Mot gårdsplanen är fasaden klädd med faluröd locklistpanel. Fönstren är småspröjsade eller är indelade i fyra respektive sex rutor. Mot gården finns även balkong med vita snickerier.
På platsen för nuvarande ekonomibyggnad har stått en byggnad som revs före byggnadsminnesbeslutet. Nuvarande byggnad är uppförd på 1980/1990-talet. Sadeltaket är täckt med enkupigt tegel. Fasaden är klädd med faluröd locklistpanel. Ytterdörren har ett överljusfönster. Fönstren har två lufter som vardera är spröjsad i sex rutor.